# Chilbudius
Chilbudius ou Chilbuldius (en grec: Χιλβούδιος, Khilboudios) fut un général byzantin ayant occupé le poste de magister militum per Thracias au début des années 530. On croit qu’il fut tué en combattant vers 533, mais un imposteur devait usurper son identité vers 545-546.

## Origine
Notre seule source pour l’un et l’autre personnage est Procope de Césarée dans son œuvre, Les Guerres de Justinien.
D’après certains spécialistes, Chilbudius était probablement un Slave; toutefois Florin Curta maintient qu’il s’agit d’un malentendu reposant sur l’ascendance Antes   de l’imposteur qui se fit plus tard passer pour lui .
Le nom pourrait également être d’origine germanique. Bohdan Strumins’kyj renvoie à un nom d’origine Goth, Hil(i)baudeis/Hil(i)būdeis, nom attesté dans l’ancien haut-allemand comme Hillibodo, plutôt que l’étymologie slave traditionnelle, xvalibud (litt: qui produit la gloire) . Ceci semble corroborer l’affirmation d’Alexander Schenker à l’effet que « si l’étymologie des noms communs peut s’expliquer sémantiquement, il n’en va pas de même pour les noms propres ».

## Biographie
Chilbudius fit d’abord partie de l’entourage de l’empereur Justinien Ier (r. 527-565}}. Selon Procope il s’agissait d’un soldat courageux que l’écrivain loue pour son absence d’avarice, puisqu’il ne cherchait pas à amasser de richesse pour lui-même.
Il fut nommé magister militum per Thracias « dans la quatrième année » du règne de Justinien, soit 530/531, succédant ainsi à Germanus, cousin de l’empereur. À ce titre, il avait pour tâche de défendre la frontière (limes) du Danube contre les incursions barbares. Son commandement dura trois ans (vers 533/534). En transférant ses forces au nord du Danube, il put empêcher l’invasion des territoires byzantins par les barbares tout en portant la guerre en territoire ennemi. On croit qu’il fut tué lors d’une bataille contre les Slaves méridionaux (Sclavènes) vers la fin de cette période,.
En 545/546, un Antes détenu par les Sclavènes affirma être Chilbudius. Les Antes et les Sclavènes étant à ce moment temporairement en paix, l’imposteur passa entre les mains d’un autre Antes où un captif byzantin également détenu chez ce maitre, affirma qu’il s’agissait effectivement du vrai Chilbudius. Il tenta de convaincre son maitre de retourner le captif à Justinien, ce qui aurait exigé un voyage à travers les territoires byzantins. L’imposteur finit par révéler sa véritable identité, revendiquant le statut d’homme libre. Mais ses compatriotes le trouvant plus utile comme personnificateur de Chilbudius le pressèrent de continuer cette affabulation,. 
C’est vers la même période que Justinien entreprit des négociations avec les Antes, leur offrant la possession de l’ancienne ville de Turris, « au nord du fleuve Ister » (le Danube) » et ses environs. Cette ville, supposément construite sous Trajan (r. 98-117) était alors abandonnée. En compensation les Antes recevraient le statut d’alliés (foederati) et auraient pour mission de garder la frontière byzantine contre les Huns. Les Antes acceptèrent à condition que « Chilbudius » soit réintégré dans ses fonctions de magister militum. Le général Narsès découvrit le stratagème, captura l’imposteur et l’envoya à Constantinople. On ignore ce qu’il advint de lui par la suite. Quelle qu’ait pu être son identité, il semble que l’imposteur parlait couramment latin,. 

## Interprétation
On a comparé la narration de Procope à celle des scénarios traditionnels de la comédie grecque antique (la nouvelle comédie entre autres) et/ou à celle de Plaute. Selon Florin Curta, telle que racontée par Procope, l’histoire ne doit pas être prise au pied de la lettre. Si elle contient un fondement historique, Procope « a réarrangé la description pour qu’elle entre dans les paramètres d’une comédie classique ».
Expliquant sa position, Curta suggère que les Antes auraient compris le terme « Chilbudius » comme étant un titre plutôt qu’un nom propre et se seraient dotés d’un « chilbudius » propre. Quoi qu’il en soit, le geste de Narsès ne semble pas avoir compromis l’alliance entre les Antes et Byzance. Nombre d’Antes se joignirent aux forces byzantines lors de la guerre avec les Goths (535-554), figurant notamment dans les combats contre les Ostrogoths dans la région de Lucanie.